# Метью Шиль
Метью Фіпс Шиль (англ. Matthew Phipps Shiel; 21 липня 1865 , Монтсеррат, Британські заморські території  — 17 лютого 1947 , Чичестер ) — британський письменник, працював у жанрах літератури містичного жаху, раннього фентезі й наукової фантастики.

## Життєпис
Метью Фіпс Шиль народився 21 липня 1865 року на острові Монтсеррат, заморському володінні Великої Британії; його батьки, найімовірніше, були мулатами або квартеронами. Він почав писати оповідання у віці одинадцяти років. Шиль здобув освіту в коледжі Гаррісон на острові Барбадос, а в 1885 році вирушив з Вест-Індії в Англію, де навчався в Королівському коледжі. Переїхавши до Англії, він скоротив своє прізвище, прибравши з нього другу літеру l, і деякий час працював шкільним вчителем, а також робив переклади на замовлення. Кілька ранніх оповідань Шиля були опубліковані в Strand Magazine.
У 1895 році вийшла в світ перша книжкова публікація Шиля, збірка оповідань «Принц Залєскі». Після неї з'явились збірка «Образи у вогні» і гостросюжетний пригодницький роман «Сапфір раджі», заснований на сюжеті Вільяма Стіда (обидва 1896), які отримали схвальні відгуки критиків. Пізніше письменник зайнявся створенням популярних історій з продовженням, заснованих на актуальних політичних подіях свого часу, які стали основою книг «Жовта небезпека» — найуспішнішого роману Шиля — і «Контрабанда війни». В період з 1895 по 1937 роки Метью Фіпс Шиль опублікував близько 25 романів, п'ять збірок оповідань, поему і кілька п'єс, проте найбільшу популярність йому приніс роман «Пурпурова хмара» (англ. The Purple Cloud), роботу над яким він завершив у 1901 році. Серед інших значних творів цього періоду — роман «Владика моря» (англ. The Lord of the Sea, 1901). Протягом 1902 року публікувався частинами роман «У вирі любові» (англ. In Love’s Whirlpool), в якому Шиль, який відкинув християнство в ранній юності, представив своє бачення релігійної моралі.
Шиль одружився з Кароліною Гарсія Гомес у 1898 році, у подружжя народилася донька; однак через матеріальні труднощі шлюб дав тріщину, і в 1903 році Шилі розлучилися. Щоб поправити своє становище, письменник був змушений тривалий час співпрацювати з журналістом Луїсом Трейсі, разом з яким вони публікували не надто якісні художньо, але добре продавані романи аж до 1911 року. Намагаючись підтримати інтерес публіки до своїх книг, Шиль знову звернувся до сучасної тематики і випустив ще три романи — «Жовта хвиля» (англ. The Yellow Wave, 1905), «Останнє чудо» (англ. The Last Miracle, 1906) і «Дракон» (англ. The Dragon, 1913), однак вони не здобули успіху.
У 1914 році вибухнув скандал, пов'язаний з обвинуваченням Шиля в розбещенні дванадцятирічної доньки його тодішньої співмешканки (письменник був дуже нерозбірливий у зв'язках, мав декілька позашлюбних дітей від різних жінок і, можливо, був близький не тільки з дівчинкою, але й з її тітками). Він не визнав себе винним і провів шістнадцять місяців у в'язниці, займаючись важкими виправними роботами. Деякі сучасні дослідники творчості Шила стверджують, що в його творах можна знайти докази його схильності до неповнолітніх дівчаток, образи яких (деколи романтизовані й сексуалізовані) часто зустрічаються в його романах.
Після звільнення з ув'язнення Шиль писав мало, переважно створюючи п'єси й агітаційні тексти для Соціалістичної Робочої партії, якій співчував. В 1919 році він одружився вдруге, цей шлюб розпався приблизно через десять років. З 1923 року Шиль поступово повернувся до письменництва, але після 1937 не публікував нових творів, випускаючи лише перевидання. У пізні роки його ворожість до релігії змінилася активним антихристиянством, і він деякий час працював над критичними коментарями до євангелій. На старості років Шиль не залишив свого давнього захоплення йогою і зберігав міцне здоров'я, здійснюючи тривалі піші прогулянки. Письменник помер 17 лютого 1947 року в лікарні Чичестера.

## Творчість, критика, вплив
Як зазначає Браян Стейблфорд, проза Шила відрізняється низкою стилістичних особливостей. Для неї характерні словесна розмаїтість, барвистість, підкреслена ускладненість синтаксису, музикальність.Творчість Шиля досить високо цінував Говард Лавкрафт, який відкрив її для себе в 1923 році і який відзначив ряд творів письменника в своїй роботі «Надприродний жах у літературі». Лавкрафт назвав його оповідання «Кселуча» (англ. Xélucha) «рідкісно моторошним твором», а новелу «Дім звуків» (англ. The House of Sounds), що оповідає про зловісну вежу, побудовану мерцем на безлюдному острові біля берегів Норвегії, — «безперечним шедевром», в якому помітно вплив  Едгара По. Менш вдалим, однак непогано написаним він вважав роман Шиля «Пурпурова хмара» — один з перших науково-фантастичних творів у жанрі постапокаліпсісу.
|                                                   | Містер Шиль з вражаючою силою описує прокляття, яке з'явилося з арктичної холоднечі, щоб погубити людство, і з часом залишило на планеті лише одного жителя. Почуття цього єдиного вцілілого, коли він розуміє, в якому становищі опинився, і його поневіряння як господаря планети по заповнених трупами і нікому не потрібними скарбами містах передані з мистецтвом, якому лише трохи бракує до справжньої величі. |
| — Г. Ф. Лавкрафт, «Надприродний жах у літературі» | |

Роман «Пурпурова хмара» багато в чому заклав основу піджанру постапокаліптичної фантастики. Причиною вимирання людства в романі стає планетарна катастрофа (величезна хмара отруйного газу), загальним місцем подібних творів став і мотив останнього, хто вижив, й епізод його подальшої зустрічі з іншими уцілілими. За мотивами цієї книги знято американський фільм «Світ, плоть і диявол» 1959 року, а Стівен Кінг зізнався, що «Пурпурова хмара» була для нього одним із джерел натхнення під час створення роману «Протистояння». Інші твори письменника справили вплив на подальший розвиток жанру наукової фантастики. Химерний стиль, характерний для Шиля, частково перейняв Томас Ліготті.
Персонажі романів Шиля нерідко висловлювали незвичайні для свого часу або навіть провокаційні ідеї, істотна частина яких може бути виявлена в посмертній збірці есе письменника. Серед цих ідей — антиклерикалізм, схвалення євгеніки і соціал-дарвінізму, елементи антисемітизму. Погляди Шиля, який ідеалізував індивідуалізм і вважав, що християнство з його культом мучеництва віджило своє, частково перегукуються з теоріями Ніцше. Разом з тим у його прозі зустрічаються й численні релігійні алюзії.

## «Королівство Редонда»
Батько письменника, Метью Дауді Шиль, близько 1865 року жартома оголосив себе королем маленького безлюдного острівця Редонда, розташованого неподалік Монтсеррата. У 1880 році він нібито «коронував» сина, доручивши йому «кермо правління» (незважаючи на те, що Британія офіційно присвоїла Редонду в 1872 році).
Шиль, судячи з усього, не надавав своєму «титулу» великого значення, але вигадав цілу легенду, пов'язану з ним, щоб привернути увагу до перевидання своїх творів у 1929 році. Так чи інакше, Джон Госворт, літературний агент письменника, сприйняв цю історію всерйоз. Вмираючи, Шиль проголосив Госворта своїм «спадкоємцем», і той почав з ентузіазмом грати цю роль, прийнявши «тронне ім'я» Хуан I. Вигадана держава Редонда існує досі.

## Вибрана бібліографія

### Романи
- Сапфір раджі (1896)
- Жовта небезпека (1898)
- Контрабанда війни (1899)
- Владика моря (1901)
- Пурпурова хмара (1901)
- У вирі кохання (1902)
- Зло, що діється людьми (1904)
- Жовта хвиля (1905)
- Останнє чудо (1906)
- Острів обманів (1909)
- Дракон (1913)
- Діти вітру (1923)
- Секрет доктора Красінскі (1929)
- Чорний ящик (1930)
- Те, що над усім (1933)
- Молоді приходять! (1937)

### Збірки оповідань
- Принц Залеський (1895)
- Образи у вогні (1896)
- Бліда мавпа та інші начерки (1911)
- І приходить жінка (1928)
- Незримі голоси (1935)